# Tratado de Piquiza
O Tratado de Piquiza foi um tratado de paz, assinado no povoado boliviano de Piquiza em 6 de julho de 1828, aprovado e ratificado pelo general José María Pérez de Urdininea (governante interino boliviano após a queda do marechal Antonio José de Sucre) e pelo governante peruano general Agustín Gamarra, que pôs fim à intervenção peruana na Bolívia de 1828.

## Histórico
Um exército peruano comandado por Agustín Gamarra invadiu a Bolívia em maio de 1828 visando supostamente proteger a vida de Antonio José de Sucre, que enfrentava um motim do Batallón Voltígeros de la Guardia, e buscando expulsar a influência grã-colombiana na Bolívia. Após a derrota em Potosí, os bolivianos pediram paz.
O mandato de Sucre como presidente da Bolívia terminou com a vitória das tropas peruanas do general Gamarra e a assinatura do Tratado de Piquiza que pôs fim à presença bolivariana na Bolívia.
O tratado previa a retirada das tropas grã-colombianas e posteriormente das tropas peruanas do território boliviano, a reunião do Congresso em Chuquisaca para aceitar a renúncia de Sucre, a nomeação de um governo provisório e a promulgação de uma nova Constituição para a Bolívia.
O acordo foi ratificado pelo Congresso de Chuquisaca em agosto de 1828. Gamarra forçou Sucre ao exílio no Equador em setembro do mesmo ano.

## Consequências
Devido a essa guerra, houve uma divisão na Bolívia, alguns apoiaram a adesão ao Peru e outros apoiaram a existência independente.
Esta divisão que o país sofreu levou à renúncia de Sucre como presidente da Bolívia e à expulsão do exército grã-colombiano da Bolívia.
Em 2 de agosto de 1828, Sucre fez seu último discurso perante o Congresso em Chuquisaca, mas ninguém apareceu; o mesmo aconteceu no dia seguinte e ele percebeu que todos esperavam que ele saísse para iniciar as sessões. Assim, encarregou o deputado Mariano Calvimonte de ler seu discurso, que incluía sua renúncia, ideias sobre como organizar o governo e uma lista de três pessoas para o cargo de vice-presidente.
Outro acontecimento relacionado foi o assassinato do presidente Pedro Blanco Soto por soldados liderados por José Ballivián, que alegou que Soto era partidário de Gamarra.